# Charlotte Amalie (Stadt)
Charlotte Amalie liegt an der Südseite der Insel Saint Thomas und ist der Hauptort der Amerikanischen Jungferninseln. Die Stadt mit 14.477 Einwohnern (Stand: 2020) ist der Sitz der Episcopal Diocese of the Virgin Islands und des römisch-katholischen Bistums Saint Thomas.

## Geschichte
Charlotte Amalie war die Hauptstadt von Dänisch-Westindien. In der Stadt gab es eine der ersten jüdischen Gemeinden der Neuen Welt und die zweitälteste Synagoge der westlichen Hemisphäre.
Im Jahr 1666 unternahmen die Dänen die ersten Kolonisierungsversuche und pflanzten Plantagen. Im Jahr 1679 wurde der Skytsborg-Turm errichtet.
Die Stadt wurde durch den Piraten Nicolaj Esmit im Jahre 1691 nach Königin Charlotte Amalie (1650–1714), Gemahlin des Königs Christian V. von Dänemark benannt. Zuvor hieß die Siedlung Christiansfort. Während der Südamerikanischen Unabhängigkeitskriege wurde Charlotte Amalie 1804 zum Freihafen erklärt. In der Stadt starb 1810 der Generalmajor Casimir Wilhelm von Scholten, nach dem der Marktplatz der Stadt benannt ist.
Im Jahr 1917 kauften die Vereinigten Staaten von Amerika für 25 Millionen US-Dollar Dänisch-Westindien und damit auch die Insel Saint Thomas von Dänemark. Damit wurde auch der Hauptort zu einer amerikanischen Stadt.

## Tourismus und Verkehr
Am südwestlichen Stadtrand befindet sich der Cyril-E.-King-Flughafen mit Inlandsflügen zu vielen Städten der USA. Es gibt außerdem einen Hafen für Wasserflugzeuge, den Yacht Haven Grande und die Crown Bay Marina.
In der Stadt befindet sich das Stadion Lionel Roberts Park, Heimatstadion der Fußballnationalmannschaft der Amerikanischen Jungferninseln.
Die Hauptsehenswürdigkeit ist das Fort Christian, das 1671 vom dänischen König Christian V. erbaut wurde.

## Söhne und Töchter
- David Levy Yulee (1810–1886), US-amerikanischer Politiker der Demokratischen Partei
- Camille Pissarro (1830–1903), einer der bedeutendsten und produktivsten Maler des Impressionismus und Wegbereiter des Neoimpressionismus
- Charles Wesley Turnbull (1935–2022), Gouverneur der Amerikanischen Jungferninseln
- Victor O. Frazer (* 1943), Kongressabgeordneter

## Mit Charlotte Amalie verbundene Persönlichkeiten
- Friedrich Gruhl (1778–1852), Kupferschmied und Glockengießer, Gründer der Glockengießerei Gruhl in Kleinwelka. In seiner Werkstatt wurde 1882 eine Glocke für die Moravian Church gegossen.